# Michael Artin
Michael Artin (* 28. června 1934, Hamburg, Německo) je americký matematik a profesor na Massachusettském technologickém institutu. Narodil se v Hamburku a vyrůstal v americké Indianě. Po otci, Emilovi Artinovi, též významném matematikovi, je částečně Arménem a Rakušanem, po matce žid.
Studoval na Princetonské a Harvardově univerzitě, jeho školitelem na doktorském studiu byl Oscar Zariski. Zabývá se především algebraickou geometrií, nekomutativní algebrou a příbuznými disciplínami. Je nositelem Wolfovy ceny za matematiku za rok 2013.